# Palla azota
Palla azota är en fjärilsart som beskrevs av William Chapman Hewitson 1877. Palla azota ingår i släktet Palla och familjen praktfjärilar. Inga underarter finns listade i Catalogue of Life.